# Округ Флојд (Ајова)
Округ Флојд (енгл. Floyd County) је округ у америчкој савезној држави Ајова.

## Демографија
По попису из 2010. године број становника је 16.303, што је 597 (-3,5%) становника мање 2000. године.
| Група             | 2000.          | 2010.          |
| Белци             | 16.466 (97,4%) | 15.443 (94,7%) |
| Афроамериканци    | 39 (0,2%)      | 203 (1,2%)     |
| Азијати           | 72 (0,4%)      | 216 (1,3%)     |
| Хиспаноамериканци | 222 (1,3%)     | 331 (2,0%)     |
| Укупно            | 16.900         | 16.303         |